# Chervony Ahronom a Vyshneve (Raión de Berezivka)
Chervony Ahronom  (ucraniano: Червоний Агроном) es una localidad del Raión de Berezivka en el Óblast de Odesa de Ucrania. Según el censo de 2001, tiene una población de 165 habitantes.